# Residenze Libeskind
Le Residenze Libeskind, chiamate anche CityLife Residences, sono dei complessi di 8 edifici polifunzionali adibiti a edifici residenziali realizzati dall'architetto statunitense Daniel Libeskind a Milano nell'ambito del progetto CityLife.

## Descrizione
Il complesso occupa un'area totale di 150.000 m² e l'altezza massima degli edifici è di 59 metri; i piani variano da 5 a 13, per un totale di 380 unità abitative. Le facciate degli edifici presentano delle forme asimmetriche. Le dimensioni degli appartamenti sono varie, si va dal bilocale agli attici che occupano due piani, alcuni dei quali provvisti di terrazzi coperti. Sono anche presenti alcuni ampi spazi condominiali. Nel complesso sono presenti vaste aree verdi e gli appartamenti sono dotati di un sistema integrato che ne controlla da remoto il sistema di riscaldamento e quello di condizionamento.